# Гордон (округ)
Го́рдон (англ. Gordon County) — округ штата Джорджия, США. Население округа на 2000 год составляло 44104 человек. Административный центр округа — город Калхун.

## История
Округ Гордон основан в 1850 году.

## География
Округ занимает площадь 919.4 км2.

## Демография
Согласно Бюро переписи населения США, в округе Гордон в 2000 году проживало 44104 человек. Плотность населения составляла 48 человек на квадратный километр.